# HD 32996
HD 32996，又名BD-13 1063，SAO 150149、HR 1661，是一颗恒星，视星等为6.05，位于銀經213.32，銀緯-29.1，其B1900.0坐标为赤經5h 1m 59.6s，赤緯-13° -29.1′ 25″。